# Cebrennus cultrifer
Cebrennus cultrifer is een spinnensoort in de taxonomische indeling van de jachtkrabspinnen (Sparassidae).
Het dier behoort tot het geslacht Cebrennus. De wetenschappelijke naam van de soort werd voor het eerst geldig gepubliceerd in 1921 door Jean-Louis Fage.